# Яники-Великі
Яники-Великі (пол. Janiki Wielkie) — село в Польщі, у гміні Залево Ілавського повіту Вармінсько-Мазурського воєводства.
Населення — 154 особи (2011).
У 1975-1998 роках село належало до Ольштинського воєводства.

## Демографія
Демографічна структура станом на 31 березня 2011 року:
|          | Загалом | Допрацездатний вік | Працездатний вік | Постпрацездатний вік |
| -------- | ------- | ------------------ | ---------------- | -------------------- |
| Чоловіки | 80      | 22                 | 49               | 9                    |
| Жінки    | 74      | 20                 | 38               | 16                   |
| Разом    | 154     | 42                 | 87               | 25                   |